# Siebeldingen
Siebeldingen est une municipalité de la Verbandsgemeinde Landau-Land, dans l'arrondissement de la Route-du-Vin-du-Sud, en Rhénanie-Palatinat, dans l'ouest de l'Allemagne.
L'équipementier allemand spécialisé dans le matériel de tennis de table, Joola est installé dans la commune.